# Bernhard Sigmund Schultze
Bernhard Sigmund Schultze (Friburgo in Brisgovia, 29 dicembre 1827 – Jena, 17 aprile 1919) è stato un ginecologo tedesco.

## Biografia
Era il fratello minore dell'anatomista Max Johann Sigismund Schultze (1825-1874).
Nel 1851 conseguì il dottorato di medicina presso l'Università di Greifswald, stesso luogo in cui nel 1853 divenne docente di anatomia e fisiologia. Nel corso dell'anno successivo diventò assistente di Dietrich Wilhelm Heinrich Busch (1788-1858) presso l'Università femminile di Berlino e nel 1858 si trasferì presso l'Università di Jena come presidente della clinica ginecologica. Nel 1864/65 fu rettore dell'università.

## Opere
- Lehrbuch der Hebammenkunst, 1860.
- Das Nabelbläschen, ein constantes Gebilde in der Nachgeburt des ausgetragenen Kindes.
- Der Scheintod Neugeborner, 1871.
- Ueber die Lageveränderungen der Gebärmutter , 1873.
- Unser Hebammenwesen und das Kindbettfieber, 1884.